# Johnny Green (koszykarz)
John M. "Jumpin' Johnny" Green (ur. 8 grudnia 1933 w Dayton, zm. 16 listopada 2023 w Huntington) – amerykański koszykarz, skrzydłowy, czterokrotny uczestnik NBA All-Star Game.

## Osiągnięcia
NCAA
- MVP konferencji Big Ten  (1959)[3]
- Wybrany do:
  - I składu:
    - All-Big Ten[3]
    - turnieju NCAA (1957)[4]

  - II składu All-American (1959)[5]
  - Galerii Sław Sportu MSU Athletics (1992)[3]
- Uczelnia zastrzegła należący do niego numer 24

NBA
- Uczestnik meczu gwiazd:
  - NBA (1962, 1963, 1965, 1971)[2]
  - Legend NBA (1987, 1988)[6]
- Lider:
  - sezonu regularnego w skuteczności rzutów z gry (1970, 1971)[7]
  - play-off w skuteczności rzutów z gry (1966, 1968)[8]